# Infotron
Infotron est une entreprise française spécialisée dans le développement et la fabrication de systèmes de drones aériens (UAS – Unmanned Aerial Systems) à voilure tournante de type VTOL (Vertical Take-Off & Landing).
Elle est rachetée en 2014 par le Groupe Gorgé par l’intermédiaire de sa filiale ECA Group.

## Historique
Créée en 1986, la société Infotron se spécialise initialement dans la conception de cartes électroniques et de services informatiques.
Au début des années 2000, elle abandonne ses activités dans le secteur de l’informatique pour se consacrer au développement de drones aériens. 
En 2012, Infotron remporte un appel d’offres de la direction générale de l'Armement  (DGA) et reçoit le prix de la PME la plus innovante par le ministre de la Défense Jean-Yves Le Drian.
En 2014, elle est intégrée à la société ECA Group à la suite de son rachat par le groupe Gorgé.
En 2015, à la suite des multiples survols de micro-drones de sites sensibles en France (centrales nucléaires, site militaire de l'île Longue, etc.), la société dévoile un système de détection des pilotes malveillants basé sur le mini-drone Infotron IT180.

## Infotron IT180
La société commercialise trois versions de son mini-drone Infotron IT180. Emportant de multiples capteurs tels que des caméras gyrostabilisées électro-optique et infrarouge, ainsi que des magnétomètres, appareils photos ou senseurs gamma, l'Infotron IT180 est utilisé aussi bien à des fins civiles que militaires. 
|              | IT180-3EL  | IT180-3ELE                  | IT180-5TH |
| ------------ | ---------- | --------------------------- | --------- |
| Type         | Électrique | Électrique longue endurance | Thermique |
| Endurance    | 30 min     | 50 min                      | 120 min   |
| Charge utile | 3 kg       | 3 kg                        | 5 kg      |
| Portée       | 10 km      | 10 km                       | 10 km     |

## DroGen
L’Infotron IT180 est en service depuis 2012 dans les unités du Génie de l’armée de Terre française sous le nom DroGen (Drone pour le Génie). Il est notamment employé à des fins de reconnaissance, de protection de zones et de neutralisation d’Engins Explosifs Improvisés (EEI).